# Springer Nature
Springer Nature és una editorial acadèmica creada per la fusió al maig de 2015 de l'Springer Science+Business Media i el Nature Publishing Group del Holtzbrinck Publishing Group, Palgrave Macmillan i Macmillan Education. El 2017, la companyia va registrar uns ingressos de 1,64 bilions d'euros.

## Història
Springer Nature es va formar el 2015 per la fusió de Nature Publishing Group, Palgrave Macmillan i Macmillan Education (propietat de Holtzbrinck Publishing Group) amb Springer Science+Business Media (propietat de BC Partners). Els plans per a la fusió van ser anunciats per primera vegada el 15 de gener de 2015. La transacció es va concloure el maig de 2015 amb Holtzbrinck amb la majoria del 53% de les participacions.
L'empresa té el seu origen en diverses revistes i editorials, especialment Springer-Verlag, que va ser fundada el 1842 per Julius Springer a Berlín (un familiar d'Axel i Bernhard, on un segle més tard va fundar Axel Springer SE i Springer Publishing)), Nature, publicat per primera vegada el 4 de novembre de 1869, i Macmillan Education, que es remunta a Macmillan Publishers fundada l'any 1869.
Després de la fusió, l'exdirector executiu de l'Springer Science+Business Media, Derk Haank, es va convertir en director executiu de l'Springer Nature. Quan es va retirar a finals de 2017, va ser succeït per Daniel Ropers, cofundador i director general de bol.com.

## Filials
- Adis International
- Apress
- Asser Press
- BioMed Central
- Bohn Stafleu van Loghum
- Humana Press
- J. B. Metzler
- Macmillan Education
- Nature Research
- Palgrave Macmillan
- Scientific American
- Springer Healthcare
- Springer VS
- Springer Verlag
- Springer Gabler
- Springer Vieweg Verlag
- Springer Medizin
- Springer Pflege
- Scientific Publishing services